# 蛋糕樓

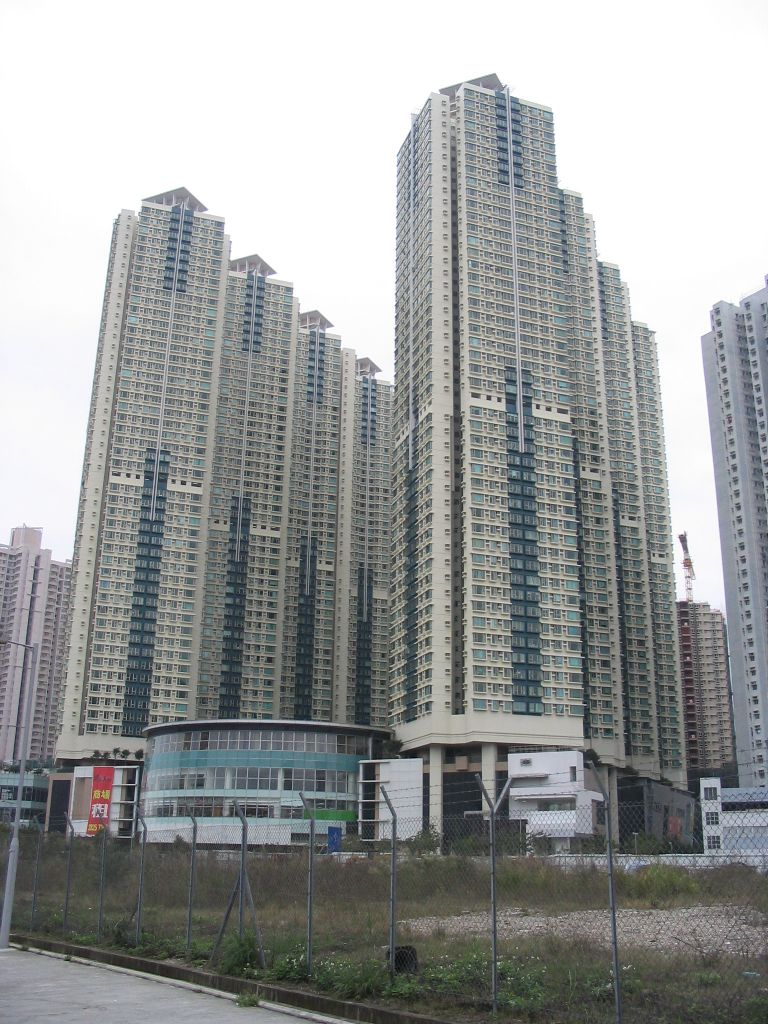
將軍澳廣場為蛋糕樓的例子之一。

蛋糕樓，泛指有數層商場或停車場做基座，平台上「插上」了幢幢高聳的住宅，從遠看似插上蠟燭的生日蛋糕般的住宅項目。根據香港建築物條例，首十五米非住用空間可以用盡。為了節省用地，香港有很多這類建築。蛋糕樓屬於公共運輸導向型開發（TOD）城市發展模型，好處是方便住客不用受到風吹雨打就可到達鄰近鐵路，但有下列批評：

## 批評
有學者、學會批評，香港近年興建的大型平台式發展項目，由於佔地太廣，與周圍地區的道路網絡失去聯繫，無助居民融入社區。

## 例子
- Union Square[1]
- 將軍澳廣場[1]
- 愉景新城[1]
- 日出康城[2]